# La Clé du mystère

La Clé du mystère est une série de bande dessinée scénarisée par Denis Lapière et François Maingoval (pour le dernier tome) et dessinée par Alain Sikorski. Elle est publiée chez Dupuis.
Les albums de cette série possèdent la particularité d'avoir leurs dernières pages scellées (leurs bords extérieurs sont simplement prédécoupés) pour que le lecteur puisse lui-même deviner l'identité du coupable avant de vérifier.

## Synopsis
Alex est détective privé, patron d'un cabinet appelé Europe Investigation Service. Il est aidé dans ses enquêtes par sa jeune assistante de direction Keli.

## Publication

### Albums
1. 2000 : Meurtre sous la Manche,  (ISBN 2-8001-2982-4)
2. 2001 : Sabotage en haute mer,  (ISBN 2-8001-3094-6)
3. 2002 : @ss@ssin !,  (ISBN 2-8001-3208-6)
4. 2004 : Mascarades,  (ISBN 2-8001-3345-7)
5. 2005 : La Disparition,  (ISBN 2-8001-3480-1)